# 王大合
王大合（1568年—？年），號六宇，四川成都府漢州什邡縣人，明朝政治人物。

## 生平
萬曆十九年（1591年）辛卯科四川鄉試舉人，二十年（1592年）壬辰科第三甲第六十名進士。禮部觀政，授大理寺左評事，二十四年升左寺副，二十五年升户部郎中，雲南主考，二十六年管南通州倉，升员外郎，本年升郎中，永平管粮，三十年升鳳陽府知府，調真定府知府，卒于官。

## 家族
曾祖王翔。祖王本坚。父王謠，嘉靖乙丑進士。